# ОШ „Иван Милутиновић” Београд
 ОШ „Иван Милутиновић” једна је од основних школа у општини Палилула. Налази се у улици Маршала Тита 101 у насељу Вишњица.

## Историјат
О оснивању школе у Вишњици нема званичних писаних докумената, али по подацима Милана Ђ. Милићевића у његовој књизи „Кнежевина Србија”, ова школа основана је 1839. године и једна је од најстаријих сеоских школа на ширем подручју Београда. Од њеног оснивања у школи се мењао велики број учитеља, ретки су се задржавали дуже од три године, а разлог томе био је лош материјални положај. Након оснивања школа је била четвороразредна.
Изградњу школе у Вишњици помогао је београдски индустријалац Влада Илић. У периоду 1968-1970. дограђена је фискултурна сала и проширена су крила зграде. Године 1954. школа постаје осморазредна, а 1971. године се спаја са школама у Сланцима и Великом Селу под именом Иван Милутиновић, по народном хероју и партизану који је погинуо у непосредној близини школе. Овима трима школским зградама придружила се и четврта, монтажна, у насељу Вишњичка бања, подигнута како привремено решење. У њој похађају наставу ученици млађих разреда.
Током осамдесетих година школу је похађало 1250 ученика, а у њој је било запослено 55 наставника.